# 邓国忠
邓国忠（1917年2月5日—2000年1月11日），男，陕西清涧人，中华人民共和国政治人物。曾任陕西省人民政府副省长、代理省长，第六届省人大常委会副主任。

## 生平
1928年8月，在家乡参加革命，同年加入中国共产主义青年团。在土地革命战争时期，曾任清涧中二区赤卫军支队政委，清涧县共青团区委书记，清涧县革命委员会政治保卫局副局长，陕北团省委宣传干事。1935年转为中国共产党党员。在中央红军经过长征到达陕北后，邓国忠有机会进入中共中央党校学习。此后，历任红军七十五师地方科科长，陕北定边市委书记，三边保安科副科长、兼定边市公安局局长，盐池县保安科科长。1945年2月出任中共盐池县委书记，后又调任三边地委社会部副部长、兼绥宁工委委员，三边专区保安处副处长、处长，三边地委委员。1947年3月，出任宁夏人民解放军政治委员，并随军进驻宁夏。
中华人民共和国成立后，邓国忠历任宁夏省公安厅代理厅长，西北军政委员会公安部处长，陕西省公安厅副厅长，中共铜川市委第一书记，中共咸阳地委第一书记、咸阳军分区政治委员等职。1973年，出任陕西省高级人民法院党的核心小组组长，是当时省法院的负责人。1977年，出任省委组织部副部长。1979年12月，第五届陕西省人民代表大会第二次会议决定恢复陕西省人民政府设置，63岁的邓国忠当选为副省长、兼省公安厅厅长，省委政法领导小组副组长；1983年4月，当选为第六届陕西省人大常委会副主任。
在于明涛调河南任职后，1982年10月至1983年2月，陕西省省长职务空缺，副省长白纪年、邓国忠曾先后代理省长职务。